# Helaeomyia petrolei
Helaeomyia petrolei is een vliegensoort uit de familie van de oevervliegen (Ephydridae). De wetenschappelijke naam van de soort is voor het eerst geldig gepubliceerd in 1899 door Coquillett. De larven van deze vliegen voeden zich met insecten die in natuurlijke aardoliepoelen verstrikt raken. H. petrolei is de enige bekende insectensoort die zich in aardolie ontwikkelt. De soort werd voor het eerst aangetroffen in de La Brea-teerputten in Californië.